# Marc Fournier
Marc Fournier (Alençon, Orne, 12 de novembre de 1994) és un ciclista francès professional des del 2016, i actualment milita a l'equip FDJ. També combina la carretera amb el ciclisme en pista on ha aconseguit un Campionat d'Europa sub-23 en Persecució.

## Palmarès en pista
- 2014
  -  Campió de França en Puntuació
  -  Campió de França en Madison (amb Benoît Daeninck)
- 2015
  -  Campió d'Europa sub-23 en Persecució

## Palmarès en ruta
- 2015
  - 1r als Boucles guégonnaises
  - 1r als Boucles de l'Haut-Var
  - Vencedor d'una etapa del Triptyque des Monts et Châteaux
- 2016
  - 1r al Circuit de la Sarthe i vencedor d'una etapa

### Resultats a la Volta a Espanya
- 2017. Abandona (3a etapa)